# 吉田胎内樹型
吉田胎内樹型（よしだたいないじゅけい）は、山梨県富士吉田市上吉田字剣丸尾にある溶岩樹形である。国の天然記念物に指定されている。世界文化遺産「富士山-信仰の対象と芸術の源泉」の構成資産に含まれる。937（承平7）年の噴火によって形成されたとされている。1892年に整備され巡礼の場となった。総延長65m。内部は原則非公開となっており、毎年4月29日の「吉田胎内祭」が行われる時のみ一般にも公開される。

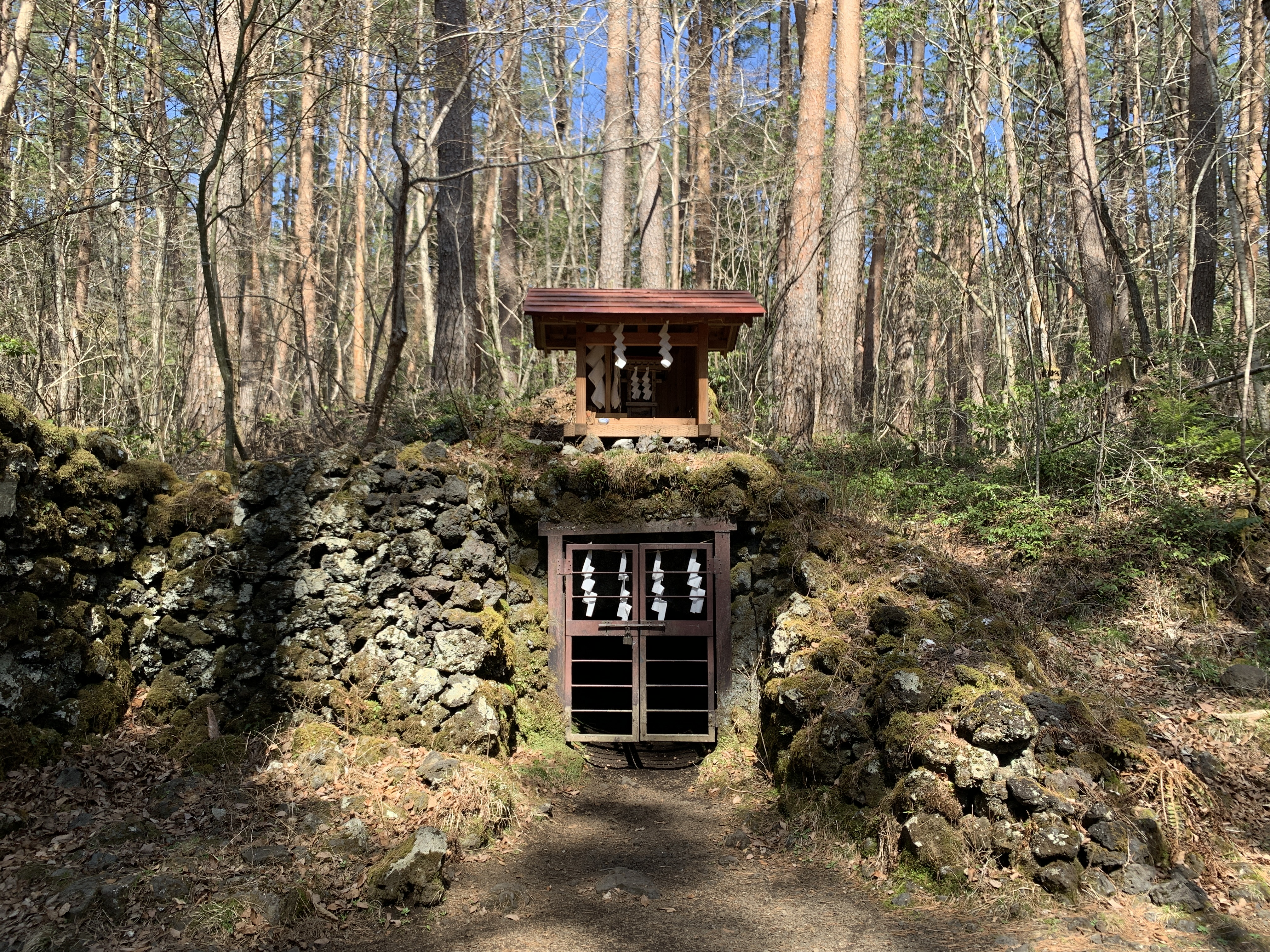
吉田胎内樹型の本穴入口。